# Château de Schabroek
Le château de Schabroek fait partie de l'ancien hameau de Guvelingen situé sur le territoire de la commune de Saint-Trond, qui fait partie de la Province de Limbourg en Belgique.
Au XVIIe siècle, le château de Schabroek appartenait à la famille de Hinnisdael. Jean de Hinnisdael, décédé en 1665, est enterré dans l'église de Guvelingen toute proche. Sa fille, Lucie-Thérèse de Hinnisdael, dame d'Oplinter et de Schabroek, épouse en 1690 Jacques-André de Wezeren. Ils transmettent le château à leur fils, René de Wezeren. Celui-ci passe ensuite à son fils Jean qui le transmet à sa fille Marie-Antoinette. Celle-ci épouse en 1786 le chevalier Jacques de Theux. Trois de leurs enfants naîtront au château de Schabroek, dont le futur chef de cabinet belge Barthélémy de Theux de Meylandt le 26 février 1794 (+1874).  
La famille de Theux et ensuite la famille de Longrée ont entretenu le château de Schabrouck comme pavillon de chasse. Au début du XXe siècle, le château appartenait au chevalier Gustave Lejeune de Schiervel, le seigneur du château de Nonnenmielen.  
Pendant la Seconde Guerre mondiale, le château a été confisqué par l'armée allemande pour héberger des pilotes.  
Après la guerre, en 1947, l'épouse du chevalier Gustave Lejeune de Schiervel, née Madeleine Marie Ghislaine t' Serstevens, a donné le château à la congrégation catholique des Frères des écoles chrétiennes. Ils y ont installé un établissement d'enseignement, l'école d'horticulture Notre-Dame. Le château a ensuite été flanqué de différents bâtiments fonctionnels et contemporains. 
Le portail monumental, seul vestige du parc castral qui se trouve le long de la chaussée de Diest à hauteur du numéro 146, est inscrit au catalogue des monuments classés.